# 2010-es síkvízi kajak-kenu világbajnokság
A 2010-es síkvízi kajak-kenu világbajnokságot a lengyelországi Poznańban rendezték 2010. augusztus 19-e és augusztus 22-e között. Ez a harmincnyolcadik kajak-kenu világbajnokság volt.

## Részt vevő nemzetek
| - Algéria (1) - Angola (5) - Argentína (6) - Ausztrália (23) - Ausztria (7) - Azerbajdzsán (2) - Belgium (5) - Brazília (13) - Bulgária (12) - Chile (6) - Ciprus (1) - Cook-szigetek (1) - Csehország (25) - Dánia (8) - Dél-afrikai Köztársaság (15) - Dél-Korea (10) - Egyesült Államok (17) - Egyiptom (2) - Észtország (7) - Fehéroroszország (24) - Finnország (6) - Francia Polinézia (1) - Franciaország (17) - Fülöp-szigetek (3) | - Görögország (4) - Hollandia (8) - Horvátország (1) - Irán (11) - Írország (2) - Izrael (3) - Japán (18) - Kanada (35) - Kazahsztán (12) - Kína (23) - Kirgizisztán (8) - Kuba (5) - Lengyelország (37) - Lettország (11) - Litvánia (14) - Luxemburg (3) - Észak-Macedónia (6) - Magyarország (40) - Mexikó (9) - Montenegró (1) - Egyesült Királyság (28) - Németország (33) - Norvégia (7) - Olaszország (29) | - Oroszország (42) - Örményország (3) - Portugália (13) - Románia (18) - Seychelle-szigetek (1) - Spanyolország (40) - Svájc (3) - Svédország (16) - Szamoa (1) - Szenegál (3) - Szerbia (15) - Szingapúr (7) - Szlovákia (16) - Szlovénia (7) - Tajvan (2) - Thaiföld (5) - Törökország (3) - Tunézia (7) - Új-Zéland (12) - Ukrajna (37) - Üzbegisztán (12) - Vietnám (4) |

## Eredmények

### Férfiak

#### Kajak
| Versenyszám         | Arany                                                                     | Idő       | Ezüst                                                                             | Idő       | Bronz                                                                                         | Idő       |
| K-1 200 m           | Edward McKeever (GBR)                                                     | 34.807    | Ronald Rauhe (GER)                                                                | 35.155    | Piotr Siemionowski (POL)                                                                      | 35.195    |
| K-1 500 m           | Anders Gustafsson (SWE)                                                   | 1:38.457  | Peter Gelle (SVK)                                                                 | 1:38.961  | Adam van Koeverden (CAN)                                                                      | 1:39.005  |
| K-1 1000 m          | Max Hoff (GER)                                                            | 3:29.544  | Tim Brabants (GBR)                                                                | 3:30.040  | Aleh Jurenia (BLR)                                                                            | 3:30.128  |
| K-1 5000 m          | Ken Wallace (AUS)                                                         | 20:01.338 | Max Hoff (GER)                                                                    | 20:03.574 | Maximilian Benassi (ITA)                                                                      | 20:06.670 |
| K-1 4 × 200 m váltó | ESP · Saúl Craviotto · Francisco Llera · Pablo Andres · Carlos Pérez Rial | 2:27.409  | GBR · Edward McKeever · Jonathon Schofield · Liam Heath · Edward Cox              | 2:27.897  | RUS · Viktor Zavolszkij · Alekszander Gyacsenko · Jevgenyij Szalahov · Alekszander Nyikolajev | 2:28.753  |
| K-2 200 m           | FRA · Arnaud Hybois · Sébastien Jouve                                     | 31.532    | ESP · Saúl Craviotto · Carlos Pérez Rial                                          | 31.540    | GBR · Liam Heath · Jonathon Schofield                                                         | 31.584    |
| K-2 500 m           | BLR · Raman Pjatrusenka · Vadzim Mahnev                                   | 1:29.230  | PRT · Fernando Pimenta · João Ribeiro                                             | 1:29.970  | SRB · Dusko Stanojević · Dejan Pajić                                                          | 1:30.418  |
| K-2 1000 m          | GER · Martin Hollstein · Andreas Ihle                                     | 3:13.024  | HUN · Kammerer Zoltán · Vereckei Ákos                                             | 3:13.204  | RUS · Ilja Medvegyev · Anton Rjahov                                                           | 3:15.736  |
| K-4 1000 m          | FRA · Arnaud Hybois · Étienne Hubert · Sébastien Jouve · Philippe Colin   | 2:54.103  | BLR · Raman Pjatrusenka · Aljakszej Abalmaszav · Artur Litvincsuk · Vadzim Mahnev | 2:55.843  | CZE · Ondřej Horský · Jan Souček · Daniel Havel · Jan Štěrba                                  | 2:56.023  |

#### Kenu
| Versenyszám         | Arany                                                                                | Idő       | Ezüst                                                                                     | Idő       | Bronz                                                                     | Idő       |
| C-1 200 m           | Ivan Stil (RUS)                                                                      | 39.161    | Thomas Simart (FRA)                                                                       | 39.729    | Richard Dalton (CAN) · Jurij Cseban (UKR)                                 | 39.953    |
| C-1 500 m           | Dzianisz Harasa (BLR)                                                                | 1:47.701  | Li Qiang (CHN)                                                                            | 1:48.317  | Vagyim Menykov (UZB)                                                      | 1:48.457  |
| C-1 1000 m          | Vagyim Menykov (UZB)                                                                 | 3:51.721  | Vajda Attila (HUN)                                                                        | 3:51.921  | Sebastian Brendel (GER)                                                   | 3:53.837  |
| C-1 5000 m          | Ronald Verch (GER)                                                                   | 23:24.342 | Jose Luis Bouza (ESP)                                                                     | 23:26.398 | Marian Ostcril (SVK)                                                      | 23:38.070 |
| C-1 4 × 200 m váltó | RUS · Ivan Stil · Mihail Pavlov · Nyikolaj Lipkin · Jevgenyij Ignatov                | 2:48.143  | UKR · Olekszandr Makszimcsuk · Jurij Cseban · Sztanyiszlav Simanszkij · Vjacseszlav Cehos | 2:50.675  | POL · Adam Ginter · Roman Rynkiewicz · Mariusz Kruk · Paweł Baraszkiewicz | 2:51.059  |
| C-2 200 m           | LTU · Raimundas Labuckas · Tomas Gadeikis                                            | 36.019    | RUS · Jevgenyij Ignatov · Ivan Stil                                                       | 36.411    | POL · Paweł Skowroński · Paweł Baraszkiewicz                              | 36.551    |
| C-2 500 m           | ROU · Alexandru Dumitrescu · Victor Mihalachi                                        | 1:40.781  | AZE · Szergej Bezuglij · Makszm Prokopenko                                                | 1:41.277  | RUS · Pavel Petrov · Alekszander Kosztogold                               | 1:41.345  |
| C-2 1000 m          | ROU · Alexandru Dumitrescu · Victor Mihalachi                                        | 3:37.317  | BLR · Andrej Bahdanovics · Aljakszandr Bahdanovics                                        | 3:37.325  | HUN · Tóth Márton · Mike Róbert                                           | 3:38.057  |
| C-4 1000 m          | BLR · Dzmitri Rabcsanka · Dzmitri Vaiciskin · Dzianiz Harasa · Aliakszandr Vaucsevki | 3:18.724  | ROU · Gabriel Gheoca · Nicolae Bogdan · Mihail Simon · Florin Comanici                    | 3:20.548  | GER · Chris Wend · Tomasz Wylenzek · Ronald Verch · Erik Rebstock         | 3:20.616  |

### Nők

#### Kajak
| Versenyszám         | Arany                                                                         | Idő       | Ezüst                                                                         | Idő       | Bronz                                                                                          | Idő       |
| K-1 200 m           | Janics Natasa (HUN)                                                           | 40.181    | Inna Oszipenko (UKR)                                                          | 40.797    | Shinobu Kitamoto (JPN)                                                                         | 40.917    |
| K-1 500 m           | Inna Oszipenko (UKR)                                                          | 1:50.461  | Janics Natasa (HUN)                                                           | 1:50.625  | Rachel Cawthorn (GBR)                                                                          | 1:50.929  |
| K-1 1000 m          | Franziska Weber (GER)                                                         | 3:57.544  | Kovács Katalin (HUN)                                                          | 4:00.124  | Sofia Paldanius (SWE)                                                                          | 4:00.280  |
| K-1 5000 m          | Folláth Vivien (HUN)                                                          | 22:44.927 | Marina Paltaran (BLR)                                                         | 22:53.079 | Anne Rikala (FIN)                                                                              | 23:07.683 |
| K-1 4 × 200 m váltó | GER · Nicole Reinhardt · Conny Waßmuth · Tina Dietze · Katrin Wagner-Augustin | 2:50.315  | HUN · Janics Natasa · Hegyi Zomilla · Vad Ninetta · Paksy Tímea               | 2:52.211  | RUS · Natalja Lobova · Anasztaszija Szergejeva · Natalja Proszkurina · Anasztaszija Panycsenko | 2:52.959  |
| K-2 200 m           | HUN · Kovács Katalin · Janics Natasa                                          | 36.886    | POL · Marta Walczykiewicz · Ewelina Wojnarowska                               | 37.766    | SVK · Ivana Kmetová · Martina Kohlová                                                          | 37.778    |
| K-2 500 m           | HUN · Szabó Gabriella · Kozák Danuta                                          | 1:40.064  | RUS · Juliana Szalahova · Anasztaszija Szergejeva                             | 1:41.628  | AUT · Yvonne Schuring · Viktoria Schwarz                                                       | 1:42.684  |
| K-2 1000 m          | HUN · Szabó Gabriella · Csipes Tamara                                         | 3:34.306  | GER · Carolin Leonhardt · Silke Hörmann                                       | 3:37.426  | RUS · Juliana Szalahova · Anasztaszija Szergejeva                                              | 3:37.554  |
| K-4 500 m           | HUN · Janics Natasa · Csipes Tamara · Kovács Katalin · Benedek Dalma          | 1:31.607  | GER · Fanny Fischer · Nicole Reinhardt · Katrin Wagner-Augustin · Tina Dietze | 1:32.795  | POL · Karolina Naja · Aneta Konieczna · Sandra Pawelczak · Magdalena Krukowska                 | 1:33.815  |

#### Kenu
| Versenyszám | Arany                           | Idő    | Ezüst            | Idő    | Bronz                 | Idő    |
| C-1 200 m   | Laurence Vincent-Lapointe (CAN) | 48.188 | Tianian Li (CHN) | 48.992 | Marija Kazakova (RUS) | 51.724 |

## Összesített éremtáblázat
| Helyezés | Ország             | Arany | Ezüst | Bronz | Összesen |
| -------- | ------------------ | ----- | ----- | ----- | -------- |
| 1.       | Magyarország       | 6     | 5     | 1     | 12       |
| 2.       | Németország        | 5     | 5     | 2     | 12       |
| 3.       | Fehéroroszország   | 3     | 3     | 1     | 7        |
| 4.       | Oroszország        | 2     | 2     | 6     | 10       |
| 5.       | Franciaország      | 2     | 1     | 0     | 3        |
|          | Románia            | 2     | 1     | 0     | 3        |
| 7.       | Ukrajna            | 1     | 2     | 1     | 4        |
| 8.       | Spanyolország      | 1     | 2     | 0     | 3        |
| 9.       | Egyesült Királyság | 1     | 1     | 2     | 4        |
| 10.      | Kanada             | 1     | 0     | 2     | 3        |
| 11.      | Svédország         | 1     | 0     | 1     | 2        |
|          | Üzbegisztán        | 1     | 0     | 1     | 2        |
| 13.      | Ausztrália         | 1     | 0     | 0     | 1        |
|          | Litvánia           | 1     | 0     | 0     | 1        |
| 15.      | Kína               | 0     | 2     | 0     | 2        |
| 16.      | Lengyelország      | 0     | 1     | 4     | 5        |
| 17.      | Szlovákia          | 0     | 1     | 2     | 3        |
| 18.      | Azerbajdzsán       | 0     | 1     | 0     | 1        |
|          | Portugália         | 0     | 1     | 0     | 1        |
| 18.      | Csehország         | 0     | 0     | 1     | 1        |
|          | Ausztria           | 0     | 0     | 1     | 1        |
|          | Finnország         | 0     | 0     | 1     | 1        |
|          | Japán              | 0     | 0     | 1     | 1        |
|          | Olaszország        | 0     | 0     | 1     | 1        |
|          | Szerbia            | 0     | 0     | 1     | 1        |
| Összesen | Összesen           | 28    | 28    | 29    | 85       |